# John Lewis (polityk)
John Robert Lewis (ur. 21 lutego 1940 w Troy, zm. 17 lipca 2020 w Atlancie) – amerykański prawnik, polityk, członek Partii Demokratycznej.

## Działalność polityczna
Przez wiele lat był zaangażowany w prace na rzecz praw obywatelskich i zniesienia segregacji rasowej. Od 1963 do 1966 był przewodniczącym Pokojowego Komitetu Koordynacyjnego Studentów (SNNC), był jednym z organizatorów Marszu na Waszyngton. Od 1982 do 1986 był członkiem Rady Miasta Atlanta. W okresie od 3 stycznia 1987 do śmierci 17 lipca 2020 przez siedemnaście kadencji był przedstawicielem 5. okręgu wyborczego w stanie Georgia w Izbie Reprezentantów Stanów Zjednoczonych.

## Odznaczenia
- Prezydencki Medal Wolności (2011)[3]
- Philadelphia Liberty Medal (2016)[4]